# 呆塘鳢属
呆鳃塘鳢属为鰕虎鱼目鰕虎鱼亚目塘鱧科下的一个属，原产于美洲太平洋和大西洋沿岸的海洋、淡水和咸水。

## 下属物种
- 大口呆塘鱧(Gobiomorus dormitor)
- 磚紅呆塘鱧(Gobiomorus lateralis)
- 斑點呆塘鱧(Gobiomorus maculatus)
- 多鱗呆塘鱧(Gobiomorus polylepis)

## 扩展阅读
- 維基物種上的相關：呆鳃塘鱧属
- WoRMS数据：http://www.marinespecies.org/aphia.php?p=taxdetails&id=269246 （页面存档备份，存于）